# El Corchal
El Corchal är en ort i Mexiko.   Den ligger i kommunen Macuspana och delstaten Tabasco, i den sydöstra delen av landet, 700 km öster om huvudstaden Mexico City. El Corchal ligger 10 meter över havet och antalet invånare är 192.
Terrängen runt El Corchal är mycket platt. Runt El Corchal är det ganska tätbefolkat, med 67 invånare per kvadratkilometer. Närmaste större samhälle är Ciudad Pemex, 14,0 km nordväst om El Corchal. Trakten runt El Corchal består till största delen av jordbruksmark.